# ديفيد كورتيس
ديفيد كورتيس (بالإسبانية: David Cortés)‏ هو لاعب كرة قاعدة مكسيكي، ولد في 15 أكتوبر 1973 في مكسيكالي في المكسيك.

## وصلات خارجية
- ديفيد كورتيس على موقع دوري كرة القاعدة الرئيسي (الإنجليزية)
- ديفيد كورتيس على موقع دوري كوريا الجنوبية لكرة القاعدة (الإنجليزية)
- ديفيد كورتيس على موقعبيزبول رفرنس.كوم (الدوري الرئيسي) (الإنجليزية)
- ديفيد كورتيس على موقعبيزبول رفرنس.كوم (الدوري الثانوي) (الإنجليزية)
- ديفيد كورتيس على موقع إي إس بي إن.كوم (أم.أل.بي) (الإنجليزية)
- ديفيد كورتيس على موقع مشجعي الرسوم البيانية (الإنجليزية)